# The Front Page (1931)
The Front Page is een Amerikaanse screwball-komedie uit 1931 onder regie van Lewis Milestone. Het scenario is gebaseerd op het toneelstuk Reporter van de auteurs Ben Hecht en Charles MacArthur. In 1940 werd er een nieuwe versie van de film gemaakt onder regie van Howard Hawks en er volgde in 1974 opnieuw een remake, dit keer geregisseerd door Billy Wilder. Het zouden niet de enige twee herverfilmingen blijven.

## Verhaal
Verslaggever Hildy Johnson is verloofd met Peggy Grant. Hij wil een nieuwe carrière beginnen in de reclamewereld. Zo kan hij meer verdienen. Voor zijn nieuwe baan moet hij weliswaar verhuizen naar New York. Dat is tegen de zin van zijn verloofde.

## Rolverdeling
| Acteur                | Personage       |
| --------------------- | --------------- |
| Pat O'Brien           | Hildy Johnson   |
| Adolphe Menjou        | Walter Burns    |
| Mary Brian            | Peggy Grant     |
| George E. Stone       | Earl Williams   |
| Edward Everett Horton | Bensinger       |
| Walter Catlett        | Murphy          |
| Mae Clarke            | Molly Malloy    |
| Clarence Wilson       | sheriff Hartman |
| James Gordon          | burgemeester    |